# Honey 2
Honey 2 es una película de 2011, secuela de Honey, la reina del baile de 2003, y está protagonizada por Katerina Graham, Randy Wayne, Melissa Molinaro, Lonette McKee y Audrina Patridge. La película fue estrenada en los cines del Reino Unido el 10 de junio de 2011 y fue lanzada directamente en DVD en América.
Fue seguida de una tercera y cuarta parte, todas con protagonistas diferentes, tituladas Honey 3: Dare to Dance (2016) y Honey: Rise Up and Dance (2018).

## Sinopsis
El espíritu de la legendaria coreógrafa y bailarina Honey Daniels (Jessica Alba) vive en María Ramírez (Katerina Graham), una joven  muchacha de 17 años que tuvo algunos problemas judiciales y regresa a las calles del Bronx para reinsertarse en su vida a través del talento. 
María conoce a Brandon (Randy Wayne), un joven universitario fanático del hip hop que la invita a ayudar en un grupo de bailarines talentosos pero indisciplinados llamado HD. María llama la atención de su exnovio Luis (Cristopher Martínez), el carismático líder de la banda competidora a HD, 718 Dance Crew. 
HD debe poner su alma en la danza para competir en el concurso televisivo 'Battlezone Dance'. Como lo hizo Honey Daniels, ahora María descubrirá la emoción de bailar cuando ella se entera de dónde pertenece y el talento que la invade y la rodea.

## Elenco
- Katerina Graham como Maria Ramirez.
- Randy Wayne como Brandon.
- Seychelle Gabriel como Tina.
- Lonette McKee como Connie Daniels.
- Beau "Casper" Smart como Ricky.
- Gerry Bednob como Mr. Kapoor
- Tyler Nelson como Darnell.
- Christopher 'War' Martínez como Luis.
- Brittany Perry-Russell como Lyric.
- Melissa Molinaro como Carla.
- Alexis Jordan como ella misma.
- Audrina Patridge como jueza.
- Mario Lopez como el mismo.
- Laurie Ann Gibson como Katrina.